# Robert Bellarmino
Sveti Robert Bellarmino (Montepulciano, 4. listopada 1542. – Rim, 17. rujna 1621.), talijanski svetac, kardinal, teolog, crkveni naučitelj, jedan od nositelja protureformacije.

## Životopis
Pridružio se Družbi Isusovoj 1560. godine. Nakon što je studirao u Padovi i Leuvenu, bio je zaređen za svećenika 1570. Predavao je teologiju u Leuvenu. Bio je prvi isusovac koji je bio sveučilišni profesor. Papa Grgur XII. pozvao ga je da dođe u Rim 1576. i pridruži se Rimskom kolegiju (danas papinsko sveučilište Gregoriana), a kasnije je tamo postao i dekan. Bio je provincijal isusovaca u Napulju. Vratio se u Rim, da bi djelovao kao teolog. Papa Klement VIII. imenovao ga je kardinalom 1599. godine i nadbiskupom Capue.
Kao kardinal inkvizitor, sudjelovao je u suđenjima Giordana Bruna i Galileja Galileija. Bio je nižeg rasta, imao je veselu i prijateljsku narav. Pokazao je veliku brigu prema siromašnima. Vodio je izvanredne rasprave. Sudjelovao je u nekim od najvećih rasprava svoga vremena, pokazujući visok stupanj obrazovanosti i kulture. Bio je bio jedan od najznačajnijih sudionika protureformacije, koja je uslijedila nakon Tridentskog sabora. Zbog svojih vrlo vrijednih teoloških dijela proglašen je crkvenim naučiteljem.  Najvažniji za njegov život je njegov pozdrav "Pax et Bonum" što znači "Mir i dobro" i danas je jedan o važnijih pozdrava Rimokatoličke Crkve.
Papa Pio XI. proglasio ga je blaženim 13. svibnja 1923., svetim 29. lipnja 1930. i crkvenim naučiteljem 1931. Njegov spomendan je 17. rujna.